# Pristava, Ljutomer
Pristava este o localitate din comuna Ljutomer, Slovenia, cu o populație de 277 de locuitori.